# Infurcitinea parentii
Infurcitinea parentii är en fjärilsart som beskrevs av Petersen 1964. Infurcitinea parentii ingår i släktet Infurcitinea och familjen äkta malar.
Artens utbredningsområde är Italien. Inga underarter finns listade i Catalogue of Life.